# Heinrich Dürkop
Heinrich Dürkop, dänische Namensform Henrik Dyrkop (* 1671 in Lübeck; † 8. Juli 1731 in Kopenhagen) war ein deutscher evangelisch-lutherischer Geistlicher und Hauptpastor der deutschen Kirche in Kopenhagen.

## Leben
Nach dem Besuch des Katharineums studierte Dürkop Evangelische Theologie.
Am 14. November 1695 wurde er zum Diaconus (2. Pastor) der Lübecker Jakobikirche und wechselte im Juni 1706 als Compastor von Barthold Botsack an die deutschsprachige St.-Petri-Kirche nach Kopenhagen. Nach Botsacks Tod 1709 wurde er Archidiaconus (øverste Diac.) und 1712 nach dem Tod von Felix Christopher Mentzer ihr Hauptpastor. Neben seinem Kirchenamt war er ab 1709 Professor für Katechetik an der Universität Kopenhagen. 1711 verlieh ihm die Universität Greifswald den Ehrendoktortitel.
Gegenüber der Dänisch-Halleschen Mission war er zurückhaltend eingestellt, überliefert ist die Kritik, die Christian Benedikt Michaelis 1715 in einem Brief an Bartholomäus Ziegenbalg an Dürkops Predigt zum Widerstand der Direktoren der Dänischen Ostindien-Kompanie gegen das Missionswerk äußert. 1719 spielte er eine entscheidende Rolle bei der Konversion des Jesuiten Johann Nicolaus Pouget.
Ab Mai 1728 hatten die beiden Prediger der Petrikirche, Dürkop und Matthias Schreiber († 1746), auf Anordnung von König Friedrich IV. in der Waisenhauskapelle an jedem Donnerstag Predigten zu halten, zu denen alle jüdischen Männer Kopenhagens zu erscheinen hatten. Heftiger Einspruch der Juden und der Brand von Kopenhagen beendeten im Oktober 1728 diesen Missionsversuch.
Bei dem Brand, der vom 20. bis zum 23. Oktober wütete und dem ein Drittel des Kopenhagener Stadtgebietes zum Opfer fiel, wurden auch die Petrikirche und das Wohnhaus Dürkops zerstört. Dürkop erlangte in diesem Zusammenhang eine gewisse Berühmtheit, weil damit eine von ihm 1720 in einer Predigt gemachte Prophezeiung eingetroffen war. So beschreibt es Erik Pontoppidan der Jüngere in seinem Menoza:

„Im Jahr 1720 predigte Doct. H. Dürkop in St. Petri Kirche vor der Teutschen Gemeine, und handelte eine solche Materie ab, die eine Warnung wider GOttes gerechten Gerichte enthielt. Unter andern gebrauchte er folgende Worte: Ehe zehen Jahre zu Ende gehen, soll Kopenhagen zum Steinhaufen werden. Mercke wohl was ich sage, und ich will es noch einmahl sagen, damit ihresdesto gewisser mercken möget: Ehe zehen Jahre zu Ende gehen, Kopenhagen zum Steinhauffen werden. Diese Weissagung nahmen einige zu Herzen, andere hingegen lachten darüber, und als Ao. 1728. der Termin biß auf 2. Jahre verflossen war, so wurde viel von dieser Sache geredet. Ehe man sichs versah, ward die Prophezeiung erfüllet, und Dürkop selbst schien so wenig als andere solches damahls gewärtiget zu haben; gestaltsam sein Schrecken so groß war, daß selbiger seine langwierige Kranckheit nach sich zog.“

Heinrich Dürkop war vier Mal verheiratet, zunächst mit Anna Elisabetha, geb. Leopold, darauf mit Catharina (1679–1704), geb. Ritter, einer Tochter des Pastors und Seniors Georg Ritter (1639–1706) und Nichte von Johann und Gerhard Ritter. Nach deren Tod heiratete er 1706 Katharina Lucie, geb. Reiche, Tochter des Lübecker Seniors Johannes Reiche, verwitwete Möllenhoff, die einen Sohn Christian Nicolaus Möllenhof mit in die Ehe brachte, und zuletzt Dorothea, geb. von Lengerke (1691–1741). Sein Sohn Gotthilf Heinrich Dürkop (1709–1767) wurde Kammerrat und dänischer Amtmann in Oldenburg (Oldenburg). Das Familiengrab befindet sich in einer Gruft der Petrikirche.

## Schriften
- Tägliche Hauß-Schule / Für sich/ und seine liebe Beicht-Kinder. Ratzeburg: Hoffmann 1698
- Erste Milch den jungen Kindern vorgesetzt. Kopenhagen 1707, 2. Auflage 1710
- Christlicher Vorbericht zu Catechismi Examen. Kopenhagen 1707
- Der feste Grund der christlichen Religion. Hamburg 1707

2. Auflage: Fester Grund der Seeligmachenden Religion … nach Anweisung des Catechismi des seel, Vaters Lutheri. Kopenhagen 1716
- Die frohlockende Gottes-Furcht, welche auff den Geburths-Tag der Durchl. Louisen, die das Norden als seine Konigin ver-ehret, auffgeführet ward durch folgende Cantata, [Kph. Ao. 1707 den 28. Aug.]. Kopenhagen 1707
- Otium quadragesimale sive Meditationes de passione Salvatoris Jesu Christi. Kopenhagen 1708
- De divino concursu in sphaera naturae. Greifswald: Starck 1711
- Einige feurige Kohlen, welche von der unendlichen Glut göttlicher Liebe, in einer Hoch-Gräfl. Wochen-Stube 1711 zuerst zusammen gelegt etc. Kopenhagen 1712
- Dobte i St. Petri tydske Kirke i Kjobenhavn for Ildebranden 1728. (Taufregister der deutschen Petrusgemeinde in Kopenhagen. Nach einem Stadtbrand zusammengestellt aufgrund mündlicher Angaben durch den Pfarrer Dr. theol. Heinrich Dürkop) Manuskript 1728, im Druck herausgegeben vom Genealogischen Institut Kopenhagen 1887

### Nachlassbibliothek
- Catalogus librorum ex bibliotheca d. Henr. Dürkopii, professoris catecheseos & pastoris primarii ecclesiæ Sti Petri residuorum, 10/9 1731. Hafniæ: 1731